# Pawieł Trienichin
Pawieł Aleksandrowicz Trienichin, ros. Павел Александрович Тренихин (ur. 24 marca 1986) – rosyjski lekkoatleta specjalizujący się w długich biegach sprinterskich, mistrz Europy z Barcelony (2010) w sztafecie 4 × 400 metrów.

## Sukcesy sportowe
- 2010 – Barcelona, mistrzostwa Europy – złoty medal w sztafecie 4 × 400 metrów
- 2011 – Daegu, mistrzostwa świata – 4. miejsce w sztafecie 4 × 400 metrów oraz półfinał biegu na 400 metrów
- 2012 – Londyn, igrzyska olimpijskie – 5. miejsce w sztafecie 4 × 400 metrów oraz półfinał biegu na 400 metrów
- 2013 – Göteborg, halowe mistrzostwa Europy – brąz w biegu na 400 m oraz srebrny medal w sztafecie 4 × 400 metrów
- 2014 – Zurych, mistrzostwa Europy – srebrny medal za bieg w eliminacjach sztafety 4 × 400 metrów

## Rekordy życiowe
- bieg na 400 metrów – 45,00 – Londyn 04/08/2012
- bieg na 400 metrów (hala) – 46,00 – Göteborg 02/03/2013